# Liste der Biografien/De P
Liste der Biografien |
Portal Biografien |
P Personensuche
# |
A |
B |
C |
D |
E |
F |
G |
H |
I |
J |
K |
L |
M |
N |
O |
P |
Q |
R |
S |
T |
U |
V |
W |
X |
Y |
Z |
?
 
Da |
Db |
Dc |
Dd |
De |
Dg |
Dh |
Di |
Dj |
Dk |
Dl |
Dm |
Dn |
Do |
Dq |
Dr |
Ds |
Du |
Dv |
Dw |
Dy |
Dz
 
De A |
De B |
De C |
De D |
De E |
De F |
De G |
De H |
De J |
De K |
De L |
De M |
De N |
De P |
De Q |
De R |
De S |
De T |
De V |
De W |
De Y |
De Z 

Dea |
Deb |
Dec |
Ded |
Dee |
Def |
Deg |
Deh |
Dei |
Dej |
Dek |
Del |
Dem |
Den |
Deo |
Dep |
Deq |
Der |
Des |
Det |
Deu |
Dev |
Dew |
Dex |
Dey |
Dez
Die Liste der Biografien führt alle Personen auf, die in der deutschsprachigen Wikipedia einen Artikel haben. Dieses ist eine Teilliste mit 78 Einträgen von Personen, deren Namen mit den Buchstaben „De P“ beginnt.

## De P

### De Pa
- De Padt, Guido (* 1954), belgischer Politiker
- De Paduwa, Walter, belgischer Hörfunkmoderator und Musikproduzent
- De Paepe, César (1841–1890), belgischer Sozialist
- De Palma, Brett (* 1949), US-amerikanischer Maler
- De Palma, Brian (* 1940), US-amerikanischer FilmregisseurBrian De Palma (* 1940)

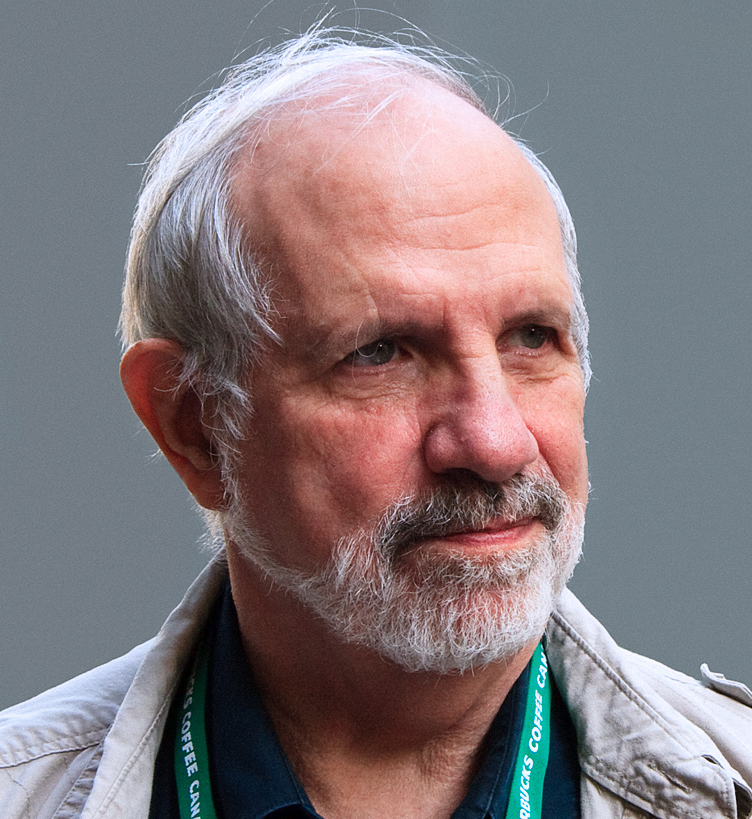
Brian De Palma (* 1940)

- De Palma, Fred (* 1989), italienischer Rapper
- De Palma, Joseph Anthony (1913–2005), US-amerikanischer Geistlicher, Bischof von De Aar
- de Palma, Luigi Michele (* 1958), italienischer Geistlicher und Kirchenhistoriker
- De Palma, Piero (1925–2013), italienischer Opernsänger (Tenor)
- De Paoli, Ambrose Battista (1934–2007), römisch-katholischer Erzbischof, Diplomat, Nuntius
- De Paoli, Daniele (* 1973), italienischer Radrennfahrer
- De’ Paoli, Domenico (1894–1984), italienischer Musikwissenschaftler, Musikkritiker und Komponist
- De Paoli, Virginio (1938–2009), italienischer Fußballspieler und -trainer
- De Paolis, Luciano (* 1941), italienischer Bobfahrer
- De Paolis, Riccardo (1854–1892), italienischer Mathematiker
- De Paolis, Velasio (1935–2017), italienischer Ordensgeistlicher, Kurienkardinal
- De Pape, Lorne (* 1955), neuseeländischer Curler
- De Paris, Sidney (1905–1967), US-amerikanischer Jazz-Trompeter
- De Paris, Wilbur (1900–1973), amerikanischer Jazz-Posaunist, Komponist und Band-Leader des Dixieland-Jazz
- De Pascale, Ernesto (1958–2011), italienischer Musikjournalist und Rockmusiker
- De Passe, Suzanne (* 1946), US-amerikanische Drehbuchautorin, Firmenmanagerin sowie Film- und Fernsehproduzentin
- De Pastel, Karen (* 1949), US-amerikanisch-österreichische Universitätsprofessorin, Pianistin, Organistin, Geigerin, Dirigentin und Komponistin
- De Paul, Gene (1919–1988), US-amerikanischer Komponist und Songwriter
- de Paul, Lynsey (1948–2014), britische Sängerin und SongschreiberinLynsey de Paul (1948–2014)

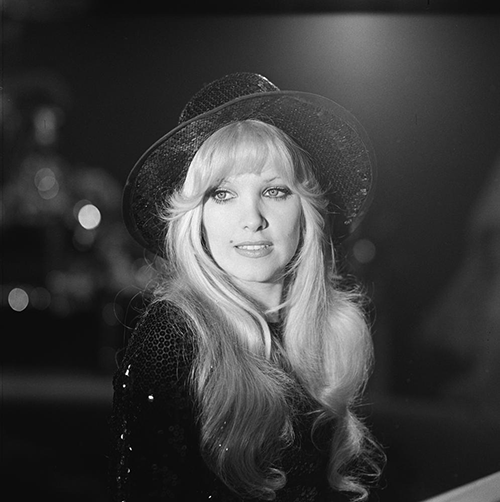
Lynsey de Paul (1948–2014)

- De Paul, Vincent (* 1968), US-amerikanischer Schauspieler und Model
- De Pauw, Ayrton (* 1998), belgischer Radsportler
- De Pauw, Henri (1911–1973), belgischer Wasserballspieler
- De Pauw, Jean-Baptiste (1852–1924), belgischer Organist, Komponist und Musikpädagoge
- De Pauw, Josse (* 1952), belgischer Schauspieler, Autor und Regisseur
- De Pauw, Moreno (* 1991), belgischer Radrennfahrer
- De Pauw, Nill (* 1990), kongolesisch-belgischer Fußballspieler
- De Pauw, Noël (1942–2015), belgischer Radrennfahrer
- De Pauw, René (1887–1946), belgischer Maler, Zeichner, Karikaturist und Illustrator
- De Pauw, Roger (1921–2020), belgischer Radrennfahrer

### De Pe
- De Peana, George (1936–2021), guyanischer Leichtathlet und Gewerkschafter
- De Pedrina, Franco (* 1941), italienischer Ruderer
- De Peiza, Verla (* 1971), barbadische Politikerin
- De Pellegrini, Mauro (* 1955), italienischer Radrennfahrer
- De Percin, Théo (* 2001), französischer Fußballtorwart
- De Pestel, Sander (* 1998), belgischer Radrennfahrer
- De Petra, Giulio (1841–1925), italienischer Klassischer Archäologe
- De Petter, Steven (* 1985), belgischer Fußballspieler
- De Peuter, Tim (1977–2020), belgischer Radrennfahrer
- De Peyster, Arent Schuyler (1779–1863), US-amerikanischer Handelskapitän in britischen Diensten
- De Peyster, John Watts (1821–1907), US-amerikanischer Autor, General, Historiker
- De Peyster, John Watts, Jr. (1841–1873), US-amerikanischer Offizier der Union Army während des amerikanischen Bürgerkriegs

### De Ph
- De Phillippi, Connor (* 1992), US-amerikanischer Automobilrennfahrer

### De Pi
- De Piccoli, Franco (* 1937), italienischer Boxer
- De Pidoll, Paul (1882–1954), luxemburgischer Maler, Xylograph und Buchillustrator
- De Pierro, Adriano (* 1991), italienisch-schweizerischer Fußballspieler
- De Pietri, Vanesa L., neuseeländische Paläornithologin
- De Pietro, Michele (1884–1967), italienischer Politiker
- De Pinedo, Francesco (1890–1933), italienischer Flugpionier und Pilot der italienischen Luftwaffe
- De Piscopo, Tullio (* 1946), italienischer Perkussionist und Popsänger
- De Pisis, Filippo (1896–1956), italienischer Maler

### De Pl
- De Plus, Laurens (* 1995), belgischer Radrennfahrer

### De Po
- De Poerck, Guy (1910–1996), belgischer Romanist
- De Poix, Vincent P. (1916–2015), US-amerikanischer Vizeadmiral
- De Pol, Alessandro (* 1972), italienischer Basketballspieler
- De Poli, Paolo (1905–1996), italienischer Designer
- De Poli, Valentina (* 1968), italienische Journalistin
- de Pontoise, John († 1304), englischer Geistlicher, Bischof von Winchester
- De Poorten, belgischer Turner
- De Poortere, Ingmar (* 1984), belgischer Bahn- und Straßenradrennfahrer
- De Pooter, Dries (* 2002), belgischer Radrennfahrer
- De Potter, Louis (1786–1859), belgischer Politiker
- De Pourbaix-Lundin, Marietta (* 1951), schwedische Politikerin (Moderata samlingspartiet)
- de Pourtales, Claire (* 1969), britische Skirennläuferin

### De Pr
- De Pra, Tommaso (* 1938), italienischer Radrennfahrer
- De Pretis Edler von Cagnodo, Sisinio (1795–1855), österreichischer Politiker
- De Pretis, Giovanni (1800–1872), österreichischer Politiker
- De Pretto, Davide (* 2002), italienischer Radrennfahrer
- De Pretto, Olinto (1857–1921), italienischer Ingenieur und Agrarwissenschaftler
- De Priest, Oscar Stanton (1871–1951), US-amerikanischer Politiker
- De Primo, Giuseppe, sizilianischer Mafioso der Black Hand Gang in New York
- De Prins, Alwin (* 1978), luxemburgischer Schwimmer

### De Pu
- de Putron, Mary Eily (1914–1982), irisch-britische Archäologin, Glasmalerin und Autorin
- De Puydt, Paul Émile (1810–1891), belgischer Botaniker, Ökonom und Schriftsteller